# Krölpa
Krölpa ist eine Gemeinde in der Verwaltungsgemeinschaft Ranis-Ziegenrück des Saale-Orla-Kreises in Thüringen.

## Geografie
Krölpa befindet sich in Ostthüringen im Kotschautal, das sich an die Orlasenke anschließt. Südlich in der Nähe befindet sich der Hohenwarte-Stausee.

### Nachbargemeinden
Nachbargemeinden von Krölpa sind die Städte Pößneck und Ranis sowie die Gemeinden Seisla und Wilhelmsdorf im Saale-Orla-Kreis sowie die Gemeinden Unterwellenborn und Uhlstädt-Kirchhasel im Landkreis Saalfeld-Rudolstadt.

### Gemeindegliederung
Die Gemeinde ist in zehn Ortsteile gegliedert: Dobian, Friedebach, Gräfendorf, Herschdorf, Hütten, Krölpa, Oelsen, Rockendorf, Trannroda und Zella. Der größte Ortsteil ist Krölpa.

## Geschichte

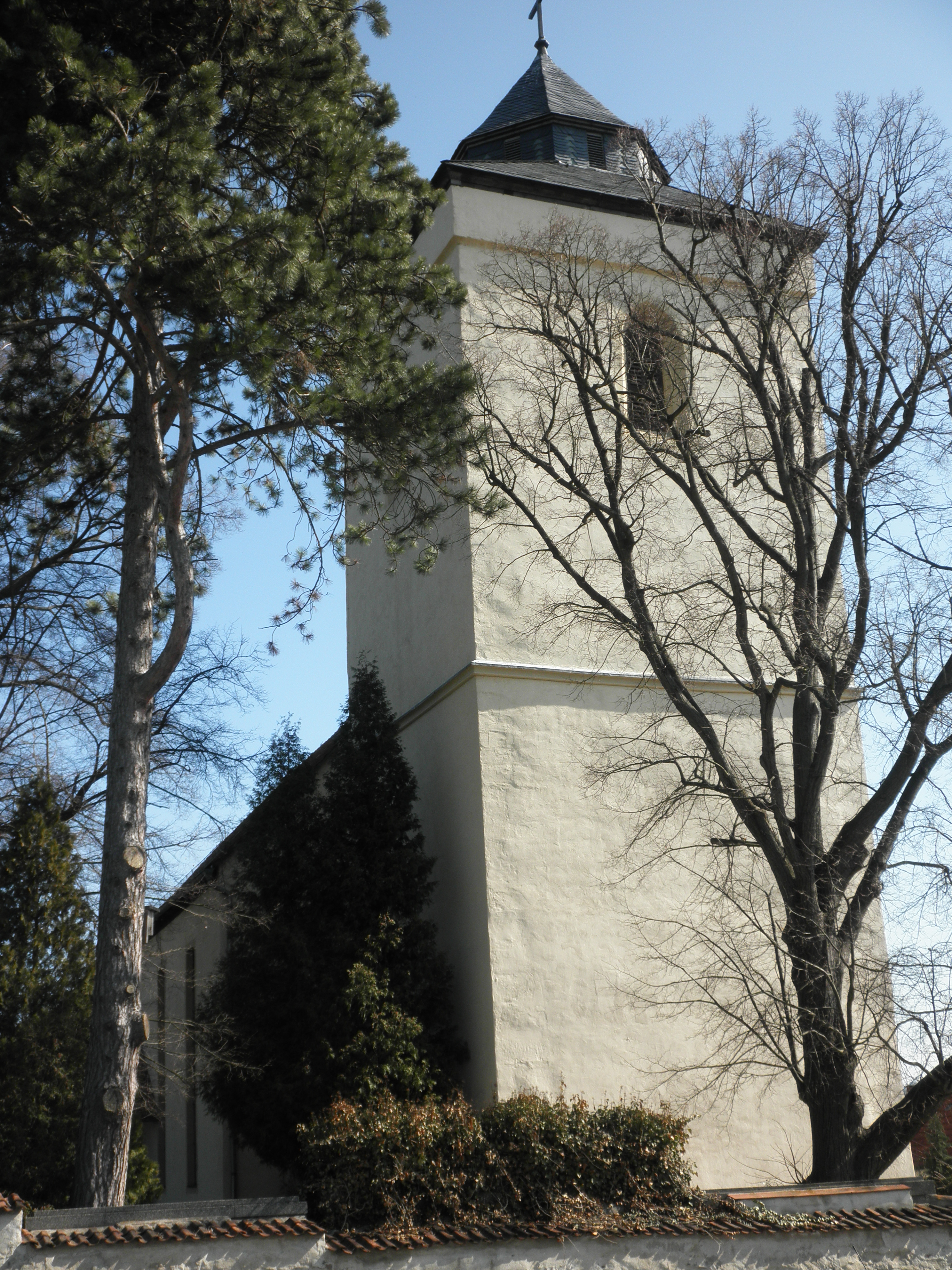
Kirche St. Peter und Paul in Krölpa

### Frühzeit bis 1900
Die Region war vor unserer Zeitrechnung keltisch, dann germanisch besiedelt. Ab 7. Jahrhundert kamen Sorben in das weitgehend entvölkerte Gebiet. Sie wurden durch Zuzug von deutschen Siedlern allmählich assimiliert und durch die Kirche christianisiert.
Krölpa ist seit 1071 in Chroniken verzeichnet. Gemeinsam mit dem Ortsteil Hütten wurde es als ein Besitz der Benediktinerabtei Saalfeld erwähnt.
Bis zum Ende des 19. Jahrhunderts war die Gegend landwirtschaftlich geprägt. Die Region hatte im Dreißigjährigen Krieg und im Siebenjährigen Krieg erheblich zu leiden. Die napoleonischen Feldzüge von 1806 bis 1813/14 brachten ebenfalls viel Unheil über das Land. Nach Truppendurchzügen wütete 1814 die „Kriegspest“, es war wohl der Typhus. Krölpa gehörte bis 1815 zum königlich-sächsischen Amt Arnshaugk und kam nach dessen auf dem Wiener Kongress beschlossenen Abtretung an den preußischen Landkreis Ziegenrück, zu dem der Ort bis 1945 gehörte.
In der zweiten Hälfte des 19. Jahrhunderts begann die industrielle Entwicklung des Ortes und seiner Umgebung. Gips- und Tonwerke (Ziegelproduktion) entstanden. Die Besitzer von Gleichen-Rußwurm verkauften 1888 ihr Rittergut, im Schloss wurde für Krölpa und umliegende Dörfer eine Schule eingerichtet. 1890/91 bekam Krölpa mit einem Bahnhof direkten Anschluss an die seit 1870/71 bestehende Bahnlinie Gera-Saalfeld. 1892 eröffnete eine Postagentur mit Telegraphenbetrieb. 1899 wurden Laternen für die Straßenbeleuchtung in Funktion genommen, und die Straßenpflasterung begann. Die Einwohnerzahl stieg von 446 im Jahre 1875 auf 991 im Jahre 1901. Seit 1913 hatte Krölpa eine Gemeindeschwester. 1928 wurde der Gutsbezirk Brandenstein eingemeindet.

### 1900 bis 1945
Der Erste Weltkrieg und seine Folgen (Inflation) unterbrachen die positive Entwicklung des Ortes und der Region. Krölpa hatte 46 gefallene und vermisste Soldaten zu beklagen. 1927 wurden ein Turn- und Spielplatz und ein Turnerheim eingeweiht. Aus dem Bauerndorf war ein Arbeiterwohndorf geworden, doch auch mit zahlreichen Handwerks- und Handelsbetrieben. Bei den Gemeinderatswahlen 1929 wurde die SPD stärkste Partei. Ab 1933 erfolgte die NS-„Gleichschaltung“ aller Lebensbereiche. Es wurden eine Kleinsiedlung und ein HJ-Heim gebaut. Das 1922 auf dem Friedhof errichtete Kriegerdenkmal kam 1938 auf den Dorfplatz, nunmehr „Adolf-Hitler-Platz“.
Im Zweiten Weltkrieg hatte die Gemeinde zahlreiche Flüchtlinge aus den bombardierten westdeutschen Städten und Berlin aufzunehmen. 1945 wurde in der Schule ein Notlazarett eingerichtet. Die Tieffliegerangriffe nahmen ständig zu. Aus Angst vor Bomben verbrachten die Menschen einen Großteil ihrer Zeit in Schutzkellern, auch in der ausgebauten Höhle des Pinsenbergs. Gegen Ende des Zweiten Weltkrieges hatte die Rüstungsfirma REIMAHG in den Gipsbrüchen um Krölpa noch unterirdische Stollenanlagen für die Fertigung von Teilen des Strahlbombers Arado Ar 234 ausgerüstet, auch Lokomotiven sollten unter Tage gefertigt werden. Im Gasthof Rosengarten im Nachbarort Oepitz (heute Ortsteil von Pößneck) befand sich ein Lager für 20 dort eingesetzte Zwangsarbeiter aus der Sowjetunion. Außerdem mussten weitere ausländische Arbeitskräfte auf den Rittergütern und Bauernhöfen in Krölpa und Rockendorf Zwangsarbeit leisten. Ein Lager für eine Gruppe jugoslawischer Kriegsgefangener war im Gasthof Zur Linde im Nachbarort Gräfendorf (heute Ortsteil von Krölpa). Bei US-Artillerie-Beschuss am 14. April 1945 wurden Wohnhäuser zum Teil schwer beschädigt, auch der Kirchturm mit seiner barocken Haube getroffen. Bahn- und Straßenbrücke wurden noch gesprengt.
Die dann eingerückte US-Armee verhängte eine Ausgangssperre und untersuchte jedes Haus. Waffen, Fotoapparate und Ferngläser waren auf dem Schulhof abzuliefern. Politisch Belastete und gefangene Volkssturm-Angehörige wurden in das berüchtigte amerikanische Lager Bad Kreuznach gebracht. Es herrschte eine gewisse Willkür der befreiten Ausländer. Der Zustrom von Heimatvertriebenen aus dem Osten verstärkte sich erheblich, begleitet von Wohnungsnot und Ernährungsnotstand. Krölpa hatte im Zweiten Weltkrieg über 50 Gefallene und Vermisste zu beklagen. Nach 4 Tagen ohne Besatzung Ende Juni 1945 folgte am 2. Juli die Rote Armee. Nun wurden auch Fahrräder, Uhren und „alles andere“ konfisziert. Es setzte eine Verhaftungswelle des NKWD ein. Allein aus Krölpa wurden 12 Einwohner in sowjetische Speziallager (meist Buchenwald) verbracht, ein Teil dann nach Sibirien. Zwei verstarben in den Lagern, andere kurz nach Entlassung. Teildemontiert wurde das Gipswerk Krölpa, die Einwohner mussten unter strenger Bewachung durch Rote Armee die Beladung der Züge in die Sowjetunion vornehmen. Auch das zweite Gleis der Eisenbahn und Elektromasten fielen der Demontage anheim.

### 1945 bis heute
1952 wurde das Gipswerk enteignet und zum VEB, 1958 nahm es als neu gebautes Werk die Arbeit auf. Auch andere größere und mittlere Betriebe wurden verstaatlicht. Die Bauern erhielten ein hohes Ablieferungssoll, MAS/MTS wurden gegründet. MAS-Angehörige bauten 1949/50 ein Kulturhaus. 1953 folgte die Gründung der LPG, 1960 wurde unter Zwang die „Vollgenossenschaftlichkeit“ erreicht. Krölpa entwickelte sich dann allmählich zu einer Art „Vorzeigedorf“, wobei vieles von den Baumaßnahmen in „NAW“ (Nationales Aufbauwerk) durch die Einwohner errichtet wurde. Es entstanden AWG-Wohnungen, ein neues Feuerwehrhaus, ein Freibad, ein Hallenbad, eine neue Sporthalle (im alten Gipswerk), eine Kaufhalle und in den 1980er Jahren vermehrt Eigenheime.
Nach der politischen Wende 1989/90 entstanden – neben den großen Industriebetrieben – mehr als 80 Handwerks- und Gewerbebetriebe, moderne Versorgungseinrichtungen, neue Brücken und neue Häuser. Die alten Gebäude wurden durchweg renoviert, nicht zuletzt auch die Kirche. Es entwickelte sich ein reiches Vereinsleben. Eine negative Folge der Anpassung an die westlichen Lebensverhältnisse ist der drastische Geburtenrückgang, wie fast überall in den neuen Bundesländern.
1945 war der Kreis Ziegenrück aufgelöst worden, Krölpa kam zum Kreis Saalfeld, 1952 zum neuen Kreis Pößneck und nach der Wende zum Saale-Orla-Kreis. Krölpa gehörte bis 1997 zur Verwaltungsgemeinschaft Krölpa. Seit 2014 gehört es zur Verwaltungsgemeinschaft Ranis-Ziegenrück.

### Eingemeindungen
Am 1. Juli 1950 wurde Zella eingemeindet. Zur Bildung der neuen Einheitsgemeinde Krölpa kamen am 1. Januar 1997 die ehemaligen Gemeinden Friedebach, Gräfendorf (mit dem am 1. Juli 1950 eingemeindeten Ort Dobian und dem am 1. Februar 1974 eingemeindeten Ort Oelsen), Herschdorf bei Pößneck (mit dem am 1. Juli 1950 eingemeindeten Ort Hütten), Rockendorf und Trannroda hinzu.

### Einwohnerentwicklung
Entwicklung der Einwohnerzahl (Stand jeweils 31. Dezember) (stark beeinflusst durch die Eingemeindungen):
| - 1933: 1.490 - 1939: 1.607 - 1994: 1.712 - 1995: 1.722 - 1996: 1.711 - 1997: 3.375 - 1998: 3.361 | - 1999: 3.360 - 2000: 3.321 - 2001: 3.274 - 2002: 3.215 - 2003: 3.195 - 2004: 3.165 - 2005: 3.152 | - 2006: 3.104 - 2007: 3.056 - 2008: 3.037 - 2009: 3.003 - 2010: 2.955 - 2011: 2.797 - 2012: 2.745 | - 2013: 2.717 - 2014: 2.666 - 2015: 2.622 - 2016: 2.586 - 2017: 2.587 - 2018: 2.598 - 2019: 2.580 | - 2020: 2.584 - 2021: 2.528 - 2022: 2.526 - 2023: 2.487 - 2024: 2.543 |

 Datenquelle ab 1994: Thüringer Landesamt für Statistik

## Politik

### Bürgermeister
Bei der Bürgermeisterwahl in der Gemeinde am 28. März 2021 konnte sich Amtsinhaber Jonas Chudasch von der FWG Krölpa bei einer Wahlbeteiligung von knapp 56 Prozent und einem Ergebnis von 89,1 Prozent gegenüber Volker Ludwig durchsetzen. Für Chudasch ist dies die zweite Amtszeit.

### Wappen
Blasonierung: „In Silber der Heilige Petrus in rotem Gewand mit blauen Ärmeln und Handschuhen sowie schwarzen Stiefeln, in der Rechten einen schwarzen Schlüssel aufrecht haltend und der Heilige Paulus in blauem Gewand mit rotem Mantelüberwurf und roten Handschuhen sowie schwarzen Stiefeln, mit den Händen ein silbernes, rot gebändertes Schwert mit schwarzem Griff schräglinks haltend, über den Heiligen schwebend eine rote fünfzackige Krone, beseitet von je fünf blauen Schindeln.“

## Kultur und Sehenswürdigkeiten
Der Clythenberg mit dem Clythenloch liegt bei Oelsen in der Orlasenke. In zwei Höhlen fand man eine Vielzahl Kulturhinterlassenschaften, die aus der Altsteinzeit und der Völkerwanderungszeit stammen. Auffallend waren die Knochen vieler Jungtiere. Es soll eine Kultstätte gewesen sein.

### Museen
- Fischereimuseum Forellenhof Krölpa

### Bauwerke
- Schloss Krölpa, heute Gemeindezentrum und die staatliche Grundschule Adolf Diesterweg
- Dorfkirche
- Auf dem Friedhof an der Kirche steht wieder das Kriegerdenkmal von Krölpa. Es war 1922 den 46 im Ersten Weltkrieg gefallenen und vermissten Soldaten aus dem Ort gewidmet und auf dem Friedhof aufgestellt worden. 1938 wurde es auf den Dorfplatz versetzt. Nach 1945 bis zur Wendezeit lag es in Einzelteile zerlegt in einer Nische zwischen Kirchturm und Kirchenschiff. Nach Restaurierung und Ergänzung um eine Tafel für die Toten des Zweiten Weltkriegs wurde es 1993 wieder auf dem Kirchhof eingeweiht.
- Ruine Töpfersdorf im Ortsteil Friedebach

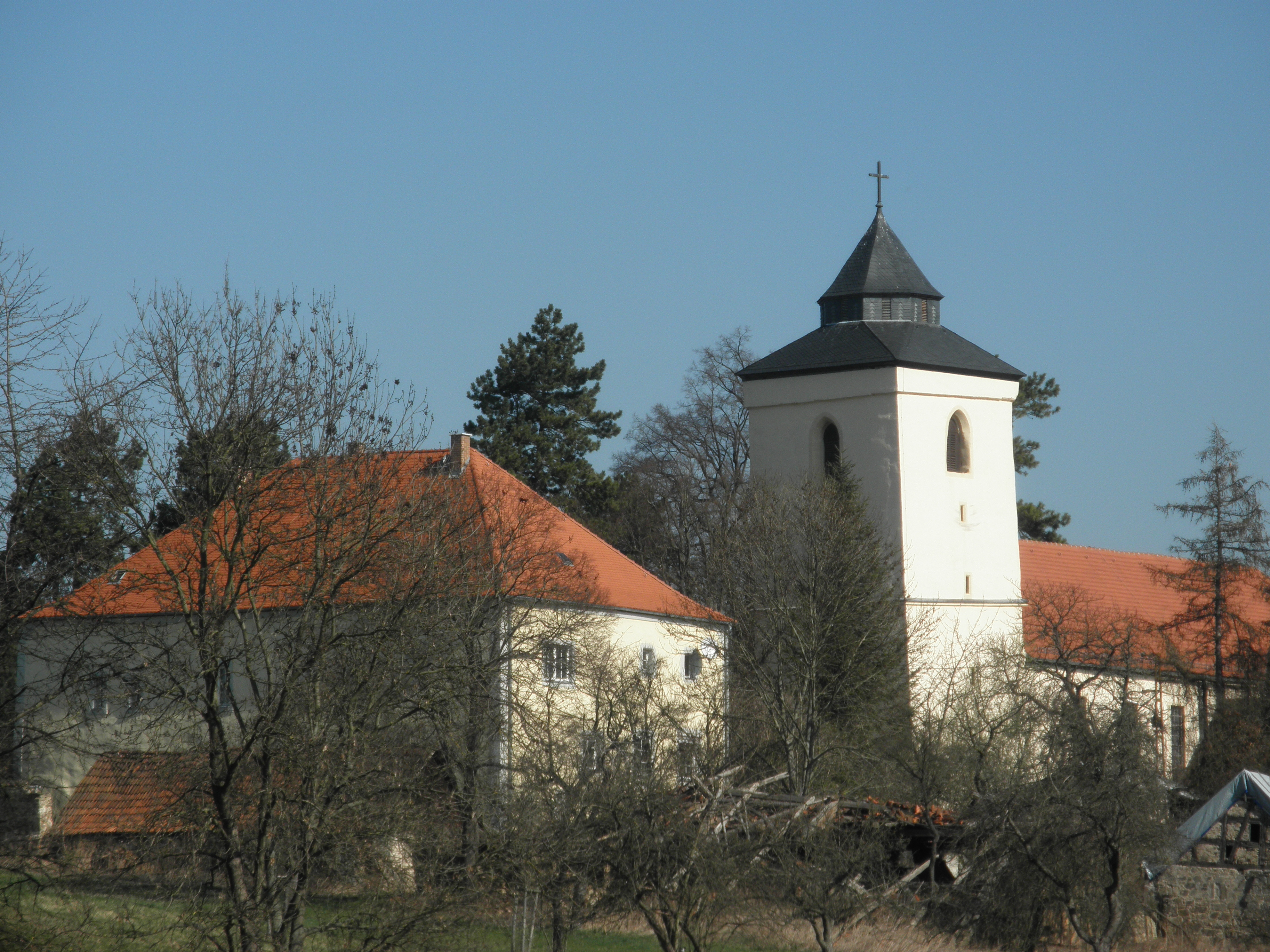
Kirche und Pfarrhaus in Krölpa
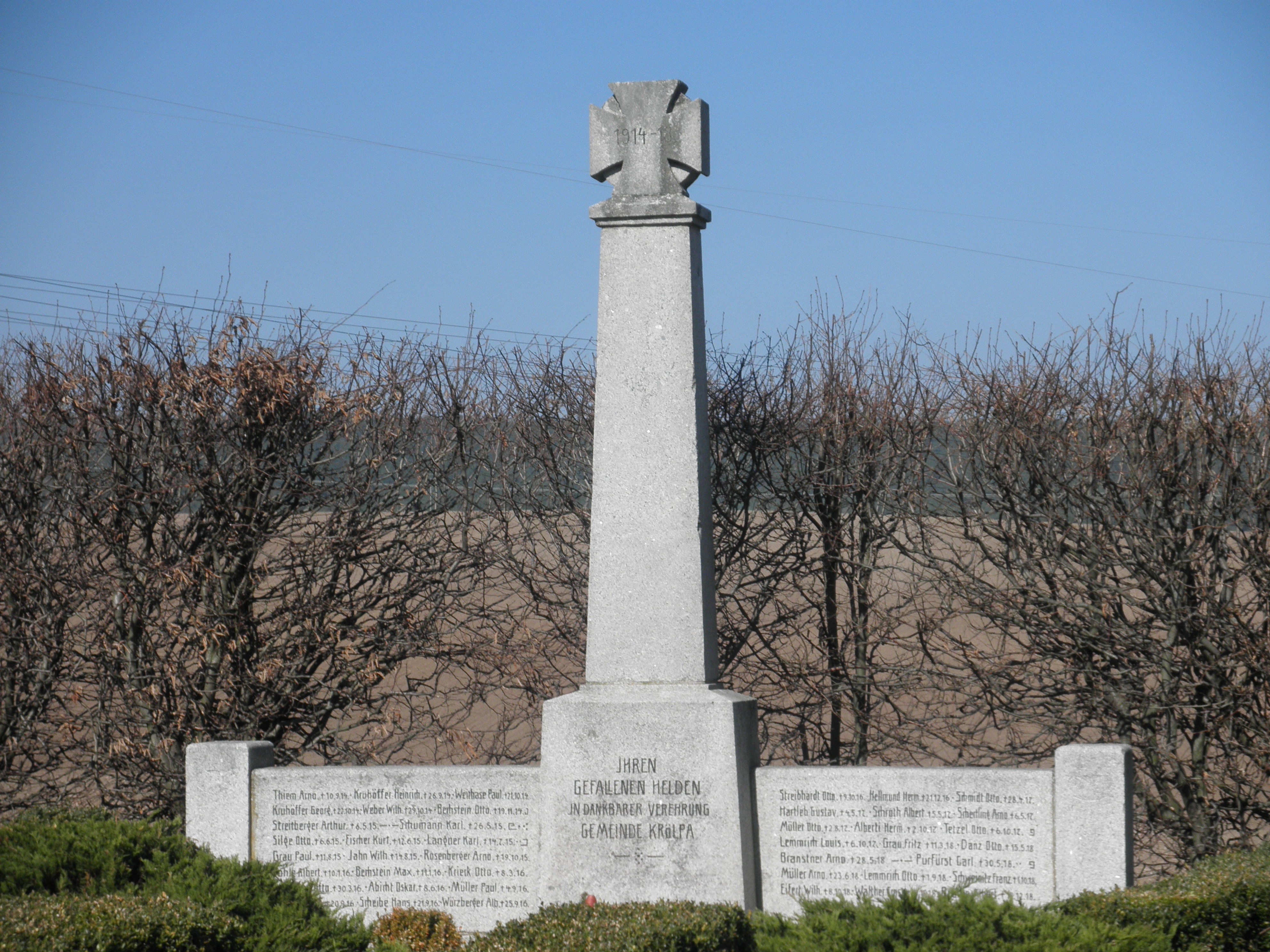
Kriegerdenkmal auf Friedhof in Krölpa
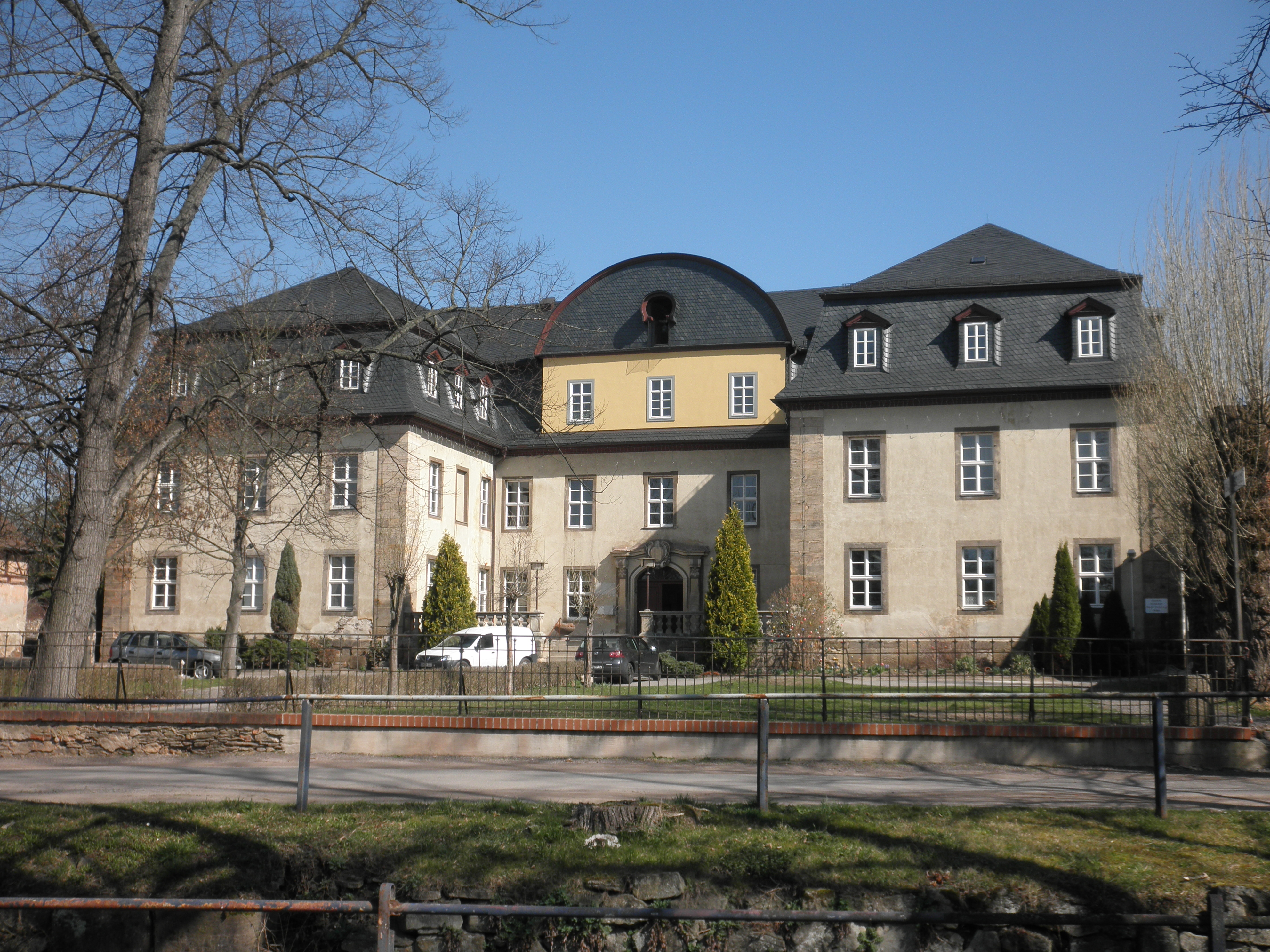
Schloss (Schule) in Krölpa

### Naturdenkmäler
- Naturschutzgebiet Pinsenberg (Bestände mit bemerkenswerten Orchideen),
- Flächennaturdenkmal Clydenfelsen (Zechsteinriff bei Oelsen, schon 1937 unter Naturschutz gestellt).

### Sport
Das Dorf verfügt über eine Turnhalle mit Kegelbahn. Darüber hinaus kann man sich auch auf einem Fußballplatz und auf einem Skaterpark sportlich betätigen.

## Wirtschaft und Infrastruktur

### Verkehr
Krölpa liegt an der B 281. Der Haltepunkt Krölpa-Ranis liegt an der Bahnstrecke Leipzig–Probstzella.

### Ansässige Unternehmen
Ansässige Unternehmen mit überörtlicher Bedeutung sind die
- maxit Baustoffwerke GmbH,
- Cadolto Thüringen GmbH & Co. KG,
- FMS AG

### Bildung
Krölpa verfügt über eine Grundschule und einen Kindergarten. Weiterführende Schulen sind in Nachbargemeinden vorhanden.

### Wasser und Abwasser
Die Gemeinde Krölpa betreibt die Trinkwasserversorgung und Abwasserbeseitigung eigenständig.

## Söhne und Töchter der Gemeinde
- Adam Friedrich von Brandenstein (1660–1728), königlich-polnischer und kurfürstlich-sächsischer Generalleutnant und Rittergutsbesitzer
- Kurt Säuberlich (1904–1971), Metallurg